# Aurora Bautista
Aurora Bautista Zúmel (née le 15 octobre 1925 à Villanueva de los Infantes (province de Valladolid) et morte le 27 août 2012  à Madrid) est une actrice espagnole. Actrice romanesque et déclamatoire, pleine de force et de turbulences, elle était l'interprète idéale de certains films de genre historiques, si attentive au tumulte dramatique et au débordement des passions.

## Filmographie
- 1948 : Poignard et Trahison (Locura de amor) de Juan de Orduña : Jeanne la Folle
- 1950 : Agustina de Aragón de Juan de Orduña : Agustina d'Aragon
- 1958 : Il marito de Nanni Loy, Fernando Palacios et Gianni Puccini : Elena
- 1964 : La tía Tula de Miguel Picazo : Tula
- 1969 : La Poupée de Satan (La bambola di Satana) de Ferruccio Casapinta : Claudine
- 1973 : Una vela para el diablo d'Eugenio Martín : Marta
- 1985 : Extramuros de Miguel Picazo : la prieure
- 1987 : Divinas palabras de José Luis García Sánchez : Marica
- 1989 : L'Aube, c'est pas trop tôt (Amanece, que no es poco) de José Luis Cuerda : la Padington
- 2004 : Tiovivo c. 1950 de José Luis Garci : doña Anunciada